# Hidrografia

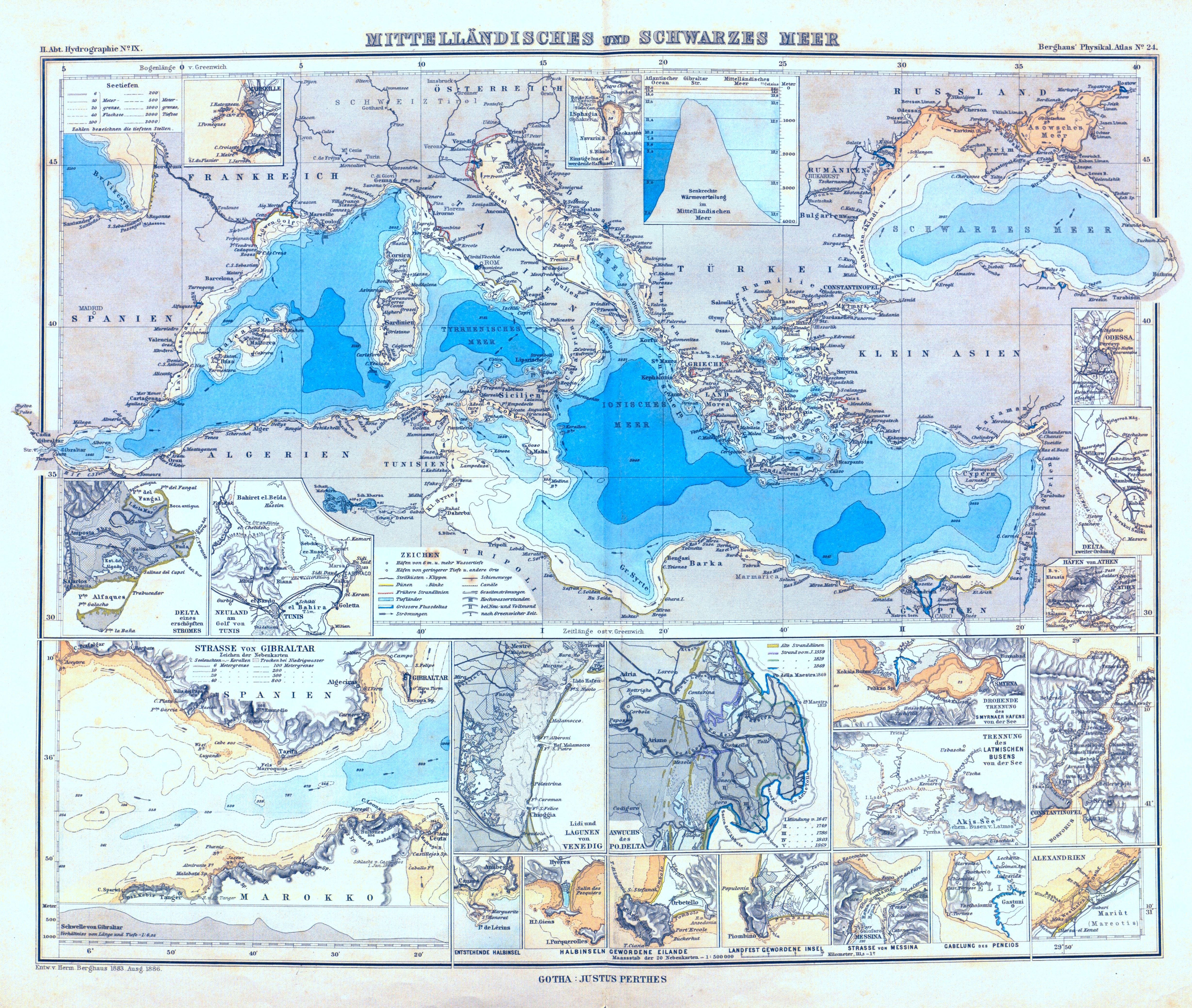
Atlas de la Hidrografia. Autor: Hermann Berghaus, 1891

La hidrografia (Geografia) és la ciència que estudia les aigües existents sobre la superfície terrestre. Els elements hidrogràfics, zones marines i totes les altres masses d’aigua i elements relacionats, així com les conques i subconques hidrogràfiques. És una part de la Geografia física que tracta de la descripció dels mars, llacs, aiguamolls, corrents d’aigua superficial i les aigües subterrànies.
Estudia les aigües existents sobre la superfície terrestre, les aigües marines dels oceans, els corrents marins, la topografia profunda i superficial dels mars, de les costes. Pot dividir-se en potamologia, quan hom estudia els corrents fluvials, i limnologia quan es tracta de les aigües estancades. (en hydrography; es hidrografia; fr hydrographie).
La Hidrografia és una ciència aplicada que s'ocupa de la mesura i descripció de les característiques físiques dels oceans, mars, zones costaneres, llacs i rius, així com la predicció del seu canvi al llarg del temps, amb la finalitat principal de garantir la seguretat de la navegació i en suport a totes les altres activitats marines, inclosos el desenvolupament econòmic, la seguretat i la defensa, la investigació científica i la protecció del medi ambient.

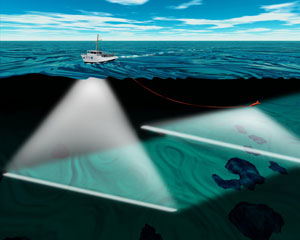
Vaixell d'exploració hidrogràfica operant amb sonar

Pel seu camp d'estudi, la hidrografia té vinculacions amb altres ciències, en particular amb la geologia. En molts països existeixen serveis hidrogràfics nacionals. La coordinació a nivell internacional de la informació hidrogràfica és efectuada per laInternational Hydrographic Organization, organització intergovernamental fundada el 1921, amb seu a Mònaco.

## Activitat i objecte de recerca

### Principals camps d'activitat
La hidrografia és una branca de la ciència de la topografia i la geoinformació. Investiga les aigües superficials de la terra i recopila les dades i la informació relacionades. El seu objectiu és expandir-se en el coneixement de les aigües per utilitzar-les de manera responsable i segura i per protegir el medi ambient. L'enginyeria pràctica i el treball geocientífic es divideixen en tres camps principals d'activitat:
1. Topografia d'aigües i registre de dades aquàtiques
2. Processament de les dades, administració de les dades en sistemes d'informació i anàlisi de les dades en conjunt total de dades
3. Visualitzar les aigües als mapes i als sistemes d'informació i informar de l'estat i canvis en les aigües

#### Recerques, estudis i informes
Després de l'examen de l'aigua superficial, la hidrografia proporciona informació sobre el seu corrent, el seu estat i sobre canvis passats i futurs mitjançant recerques i informes sobre: les profunditats de l'aigua en relació amb un horitzó de referència; les posicions dels bancs; les posicions de les anomalies magnètiques; la forma i l'estructura del fons; la composició material del fons; l'estructura de les capes de sòl més profundes; la ubicació dels dipòsits; el canvi uniforme del nivell de l'aigua (marees); el canvi a curt i llarg termini del nivell de l'aigua (onada màxima de tempesta, augment del nivell del mar); el perfil d'alçada de la superfície de l'aigua (alçada ortomètrica); les característiques de les ones; les característiques dels corrents; paràmetres individuals de la columna d’aigua (temperatura, salinitat); l'estructura de la columna d'aigua; la qualitat de l'aigua (concentració de partícules, radioactivitat); els objectes naturals i artificials dins i sobre les aigües; la situació del trànsit (navegació) a les aigües; els límits del curs d'aigua i els límits del curs dins de les aigües; la naturalesa de la franja terrestre adjacent (zona costanera i línia de costa).

### Objecte de la recerca d'hidrogràfica
1. Límits del curs de l’aigua 
2. Naturalesa de la franja terrestre adjacent (zona costanera i línia de costa)
3. Situació del trànsit a les aigües
4. Característiques de les ones
5. Nivell de l’aigua
6. Perfil d’alçada de la superfície de l’aigua (alçada ortomètrica)
7. Paràmetres individuals de la columna d’aigua (temperatura, salinitat)
8. Profunditats de l'aigua
9. Qualitat de l'aigua (concentració de partícules, radioactivitat)
10. Característiques dels corrents
11. Naturalesa del fons
12. Estructura de les capes de sòl més profundes
13. Objectes naturals i artificials dins i sobre les aigües

## Aigües marines i costaneres
A més de donar suport a la navegació segura i eficient dels vaixells, la hidrografia s'ocupa gairebé de totes les altres activitats associades al mar, incloses: l'explotació de recursos; pesca; minerals; protecció i gestió ambiental; delimitació de fronteres marítimes; infraestructures nacionals de dades espacials marines; nàutica d'esbarjo; defensa i seguretat marítima; Modelatge d'inundacions i inundacions de tsunami; gestió de zones costaneres; turisme; ciència marina.
El sondatge amb sondes de ressonància múltiple és el mètode principal per obtenir dades hidrogràfiques. Mitjançant la cartografia de la profunditat de l’aigua (batimetria), la forma del fons marí i la línia de costa, el control de la ubicació de possibles obstruccions i característiques físiques de les masses d’aigua, la hidrografia ajuda a mantenir el sistema de transport marítim en moviment segur i eficaç. Els múltiples feixos de la sonda escombren el fons marí mentre el vaixell passa per sobre de la zona d’investigació. Els feixos de la sonda (sonar) retornen al vaixell on es registra la profunditat.

## Aigües terrestres continentals
Els rius tenen un paper important en els cicles hidrològics i biogeoquímics a escala global i moltes activitats socioeconòmiques també depenen dels recursos hídrics de les conques fluvials. Els estudis capdavanters a escala mundial sobre xarxes fluvials i aigües superficials, requereixen que tots els rius de la Terra es cartografin amb precisió a alta resolució.
En l'estudi de les aigües continentals, les característiques hidrogràfiques més importants dels rius, són el cabal hidràulic, conca, vessant hidrogràfica, llit, règim fluvial, dinàmica fluvial, erosió, sedimentació fluvial, tipus de valls i pendents. L'estudi d'un riu comença no per l'anàlisi complet si no pel detall de la seva conca i les seves característiques. Considerar una conca hidrogràfica com una regió natural i estudiar-la és el pas previ per formular projectes de desenvolupament socioeconòmic per a aquesta conca.
Els rius són recursos naturals que s'usen per a irrigació, navegació fluvial: canalització, establiment de ports fluvials, producció d'energia hidroelèctrica (preses i salts naturals o artificials), piscicultura i pesca (creació d'estanys i llacunes per la piscicultura, repoblació amb espècies piscícoles (autòctones o procedents d'altres llocs), parcs recreatius i turístics (balnearis, natació, esports nàutics, etc.). A més la majoria de les lleres dels rius posseeixen gran riquesa en el que a minerals es refereix. En els materials que arrossega i dipositen els corrents dels rius es poden trobar metalls com or, plata i altres materials que són utilitzables en la construcció com són graves i sorres.

## Història
Lucas Janszoon Waghenaer va produir les primeres cartes nàutiques veritables el 1584, va ser un cartògraf holandès i una figura notable de l'edat d'or de la cartografia flamenca, conegut per les seves contribucions pioneres en cartografia nàutica. La seva primera publicació, Spieghel der zeevaerdt ("el mirall de Mariner") va aparèixer el 1584. Aquest llibre de mapes combinava un atles de cartes nàutiques i indicacions de navegació amb instruccions per a la navegació per les aigües costaneres (cabotatge) d'Europa i del nord-oest d'Europa.
La dècada de 1660 va experimentar un augment del pensament científic a França i Anglaterra. Entre altres avenços hi va haver una gran producció de cartografia marina. La continuació de la cooperació entre científics francesos i britànics durant la primera meitat del segle xviii, va originar les idees geodèsiques formulades per César Cassini, passant a l'ús de la triangulació per mesurar la terra i més tard, adaptar-les a les prospeccions marítimes.
A finals del segle xviii, l'ús horitzontal del sextant i el cercle reflectant (octant estès a un cercle complet) amb indicadors d'estació, havia permès fixar, el lloc exacte i la velocitat i adaptar-lo a la sonda. Aquest avenç tècnic va conduir directament a un augment generalitzat de la precisió en la inspecció del mar. Molts països marítims d'Europa i Amèrica, ja van establir les seves institucions i agències hidrogràfiques abans de finals del segle xix.
El 1747, Murdoch Mackenzie va ser el primer hidrògraf a desenvolupar un esquema de triangulació local durant el seu estudi sobre les Illes Orcades. El 1750, va escriure: "La vida i la fortuna de les persones que treballen al mar, depèn en gran manera de les cartes de navegació" […] A continuació, va descriure la metodologia per mesurar una línia de base, desenvolupar una xarxa de triangulació, construir "balises o punts de referència" sobre punts destacats de la xarxa i, seguidament, situar el seu vaixell sondador i usar els rodaments de la brúixola que es creuaven en aquests punts durant les operacions de sondeig.
Els Estats Units van començar a fer contribucions a les ciències de la geodèsia i la hidrografia el 1807, amb els inicis del sondatge de la costa dels Estats Units. El suís, Ferdinand Hassler, va ser escollit per dirigir aquesta organització embrionària. Benjamin Peirce, cap de les operacions de control de costes a la dècada de 1850 i Charles Schott, el principal matemàtic i geodesista de la Coast Survey, van avançar en els coneixements. El seu treball, com el de Hassler, estava relacionat amb els problemes de posicionament terrestre, però en última instància això va conduir a cartes nàutiques molt més precises.

## Organitzacions
A la majoria de països, els serveis hidrogràfics són realitzats per oficines hidrogràfiques especialitzades. La coordinació internacional dels esforços hidrogràfics correspon a l'Organització Hidrogràfica Internacional. L' Oficina Hidrogràfica del Regne Unit és una de les més antigues, que subministra una àmplia gamma de gràfics que cobreixen el món a altres països, organitzacions militars aliades i públic. Als Estats Units, la funció recau des de 1807 l’ Oficina de Survey Coast of the National Oceanic and Atmospheric Administration del Departament de Comerç dels EUA.

## Confusió amb hidrologia
Els termes hidrografia i hidrologia acostumen a provocar confusió, però no són el mateix. Inicialment la hidrologia estudiava l'aigua superficial i la hidrografia l'aigua superficial, però aquesta definició fou superada. Si bé totes dues són ciències naturals que tracten les aigües, la hidrologia inclou l'estudi tant de l'aigua superficial com la subterrània. La diferència és que la hidrografia estudia tot el cicle de l'aigua, mentre que la hidrologia comença a estudiar l'aigua quan toca la terra. Les dues disciplines tenen una relació estreta.